# Fritsenburght

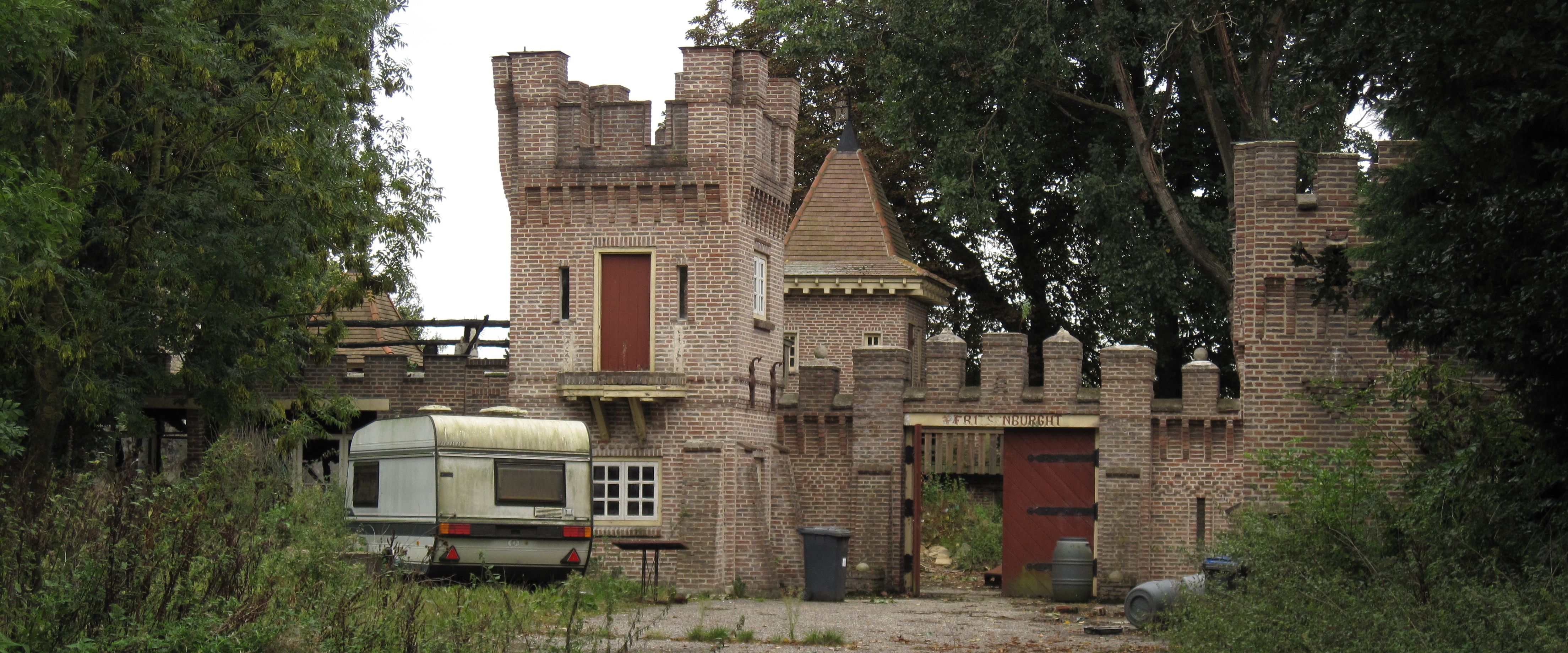
Fritsenburght (2001–2012)

De Fritsenburght (2001–2012) was een op een kasteel lijkend woonhuis in Kapel-Avezaath, een dorp in de Betuwse gemeente Buren in de Nederlandse provincie Gelderland. Het "kasteel" lag aan de Laageinde 49, bij het riviertje de Linge en aan de A15. Het was een woonmuseum, ontworpen, gebouwd en bewoond door Frits Fritsen, een liefhebber van de middeleeuwen.

## Geschiedenis
Omstreeks 2001 bouwde Frits Fritsen, de toenmalige eigenaar van het perceel, een oude T-boerderij om tot een fantasiekasteel, met daarin een woonmuseum, met een collectie dat toebehoorde aan Historisch Woonmuseum Don Quichotte, een stichting waarvan Fritsen zelf de voorzitter was. Hij noemde het gebouw naar zichzelf, Fritsenburght. Het bouwwerk genereerde vooral in de beginjaren veel media-aandacht.
Fritsen bouwde het "kasteel" zonder tekeningen en zonder vergunningen; hij zou nauwelijks kunnen lezen of schrijven. De bouwwerkzaamheden die in strijd waren met de regels leidden tot spanningen met de gemeente Buren en omwonenden. In 2006 legaliseerde de gemeenteraad het bouwwerk, in 2009 leek het college te volgen. Dat bleek een loze belofte te zijn want anno 2011 was er nog steeds sprake van een aanstaande legalisatie op basis van een toen nieuw 'bestemmingsplan buitengebied'. Fritsen woonde echter sinds 2008 niet meer in het "kasteel" en had plannen om het te verkopen. 
In de zomer van 2011 werd een wietplantage ontdekt in het gebouw. Ongeveer een maand later brak er een grote brand uit, vermoedelijk aangestoken. De brand was enkele uren voordat het pand middels een sleuteloverdracht van eigenaar zou wisselen. De verkoop ging niet door en in plaats daarvan werd het gebouw hersteld. In 2012 brandde de Fritsenburght opnieuw en wederom ketste hiermee de verkoop van het pand af.
Fritsen verkocht het land uiteindelijk alsnog, waarna de ruïne door de nieuwe eigenaar gesloopt werd en het terrein geschikt gemaakt werd voor de bouw van woningen.

## Frits Fritsen
| Gele kaart                                                                                                   |  | Rode kaart |
| Frits Fritsen poseert met harnas dat vervaardigd is naar voorbeeld van Herlins St. Joris en de draak (1462). |  |            |

De dilettant kunstenaar, voormalige kasteelbouwer en kasteelheer Frits Fritsen (geboren ca. 1946) is naar eigen zeggen opgegroeid in kindertehuizen, is mishandeld, en was hyperactief. Hij zou nooit hebben leren lezen en schrijven. Hij maakte meubels en heeft de kost verdiend als steenhouwer, monteur, spuiter in een verfspuiterij en als schilder.
Hij is een groot liefhebber van de middeleeuwen, en is een verwoed verzamelaar van antiek uit die periode. Eind 20e eeuw verbouwde hij in het Brabantse Drunen in de Chopinstraat een woning tot een huis in middeleeuwse stijl. Het huis was gevuld met zijn verzameling middeleeuwse voorwerpen en bevatte een martelkamer met bijpassende attributen. Fritsen woonde hier tot het te vol werd en verhuisde in 2001 naar wat de Fritsenburght werd. Het bouwwerk in Drunen werd evenals de Fritsenburght in 2012 door brand getroffen.
In zijn opdracht werd voor het Historisch Woonmuseum Don Quichotte in Fritsenburght door wapensmid Gotscha Lagidse een harnas in Gothische stijl gemaakt, naar het voorbeeld van het schilderij St. Joris en de draak (1462) van Frederich Herlin.
Fritsen is samen met zijn vrouw tot Belg genaturaliseerd en woont sinds 2008 in het Belgische Turnhout. Daar had hij in een rubriek in het toenmalige glossy Lifestyle Vlaanderen (2005-2012), waarin hij onder het pseudoniem Fredericus antwoordde op ingezonden lezersvragen, die hem werden voorgelezen door de hoofdredacteur van het blad. Fritsen schreef ook aforismen.